# Voodoo People / Out of Space
«Voodoo People» / «Out of Space» es el decimoséptimo sencillo lanzado el 3 de octubre de 2005 por la banda británica de música electrónica The Prodigy, y fue el único sencillo extraído de su álbum recopilatorio Their Law: The Singles 1990-2005. El sencillo fue editado como una doble cara A, y alcanzó el puesto #20 en la lista de sencillos del Reino Unido.
La mayoría de las versiones incluyen dos remezclas, «Voodoo People» remezclada por Pendulum y «Out of Space» remezclada por Audio Bullys. Algunas versiones también incluyen «Smack My Bitch Up» remezclada por Sub Focus como cara B, y otras versiones de los temas título. La remezcla de Pendulum de "Voodoo People" fue acompañada de un vídeo musical, dirigido por Ron Scalpello. En noviembre de 2021, un usuario de la aplicación de redes sociales TikTok publicó un video con esta canción como sonido. Desde entonces, la canción ha ganado más popularidad entre muchos fanáticos antiguos y nuevos.

## Vídeo musical
Un vídeo musical fue producido para la remezcla de Pendulum de «Voodoo People», dirigido por Ron Scalpello. Está basado en una escena de la película española Intacto, una película cuyo argumento se basaba en la suerte y los juegos de azar. El vídeo fue grabado en Romford Market en Londres, Inglaterra.

El vídeo muestra varias personas en carreras de coches clandestinas con los ojos vendados y las manos atadas. Varios miembros de la banda aparecían como espectadores en el vídeo, mientras que el ganador de la carrera es Sharky, un antiguo miembro de The Prodigy que abandonó la banda poco tiempo después de su formación. 

## Formatos y canciones
Sencillo en vinilo de 12"

(XLT219; 3 de octubre de 2005)
A. «Voodoo People» (Pendulum remix) – 5:05
B1. «Smack My Bitch Up» (Sub Focus remix) – 5:33
B2. «Out of Space» – 4:57
CD maxi single

(XLS219CDA; 3 de octubre de 2005)
1. «Voodoo People» (Pendulum radio edit) – 3:16
2. «Voodoo People» (Wonder remix) – 4:56
3. «Smack My Bitch Up» (Sub Focus remix) – 5:33
4. «Out of Space» (Audio Bullys radio edit) – 3:38
5. «Out of Space» (Audio Bullys remix) – 4:56

## Posicionamiento en listas
| Lista (2005)                       | Mejor posición |
| ---------------------------------- | -------------- |
| Irlanda (IRMA)                     | 27             |
| Noruega (VG-lista)                 | 20             |
| Países Bajos (Mega Single Top 100) | 59             |
| Reino Unido (UK Singles Chart)     | 20             |
| Suiza (Schweizer Hitparade)        | 93             |